# 하코다테 해전
하코다테 해전 또는 하코다테 만 해전(일본어: 函館湾海戦 하코다테완 카이센[*])은 에조 공화국 (도쿠가와 파의 잔존 세력)과 천황파가 싸운 해전으로서 1869년 5월 20일에서 6월 20일까지 벌어졌다.

## 전투의 경과
하코다테 정권의 함대는 가이텐마루를 중심으로, 반류마루, 지요다가타마루 3척의 군함이 있었다. 그에 비해, 신정부군의 군함은 고테쓰 함을 기함으로, 초요마루, 가스가마루, 모슌마루, 엔넨마루, 이치테이보마루 6척으로, 함포 사격으로 육상의 요새를 파괴하여 육상부대의 상륙을 지원하는 것을 주임무로 하였다.

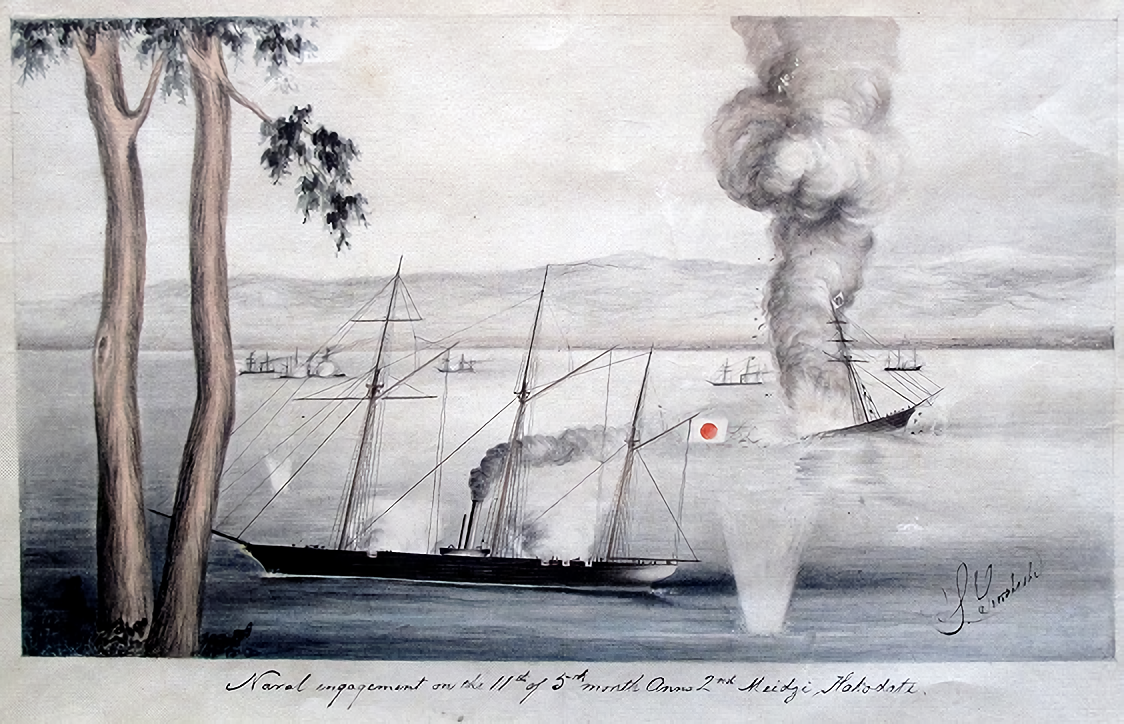
조요마루를 격침하는 반류마루

6월 10일（4월 30일）에 지요다가타가 나포되어, 하코다테 정권의 군함은 가이텐마루와 반류마루만 남게 되었다. 양쪽 모두 많은 명중탄을 맞아 잘 싸웠지만, 6월 16일（5월 7일）에 가이텐의 기관부가 손상되어, 벤텐 다이바 부근에서 의도적으로 좌초, 부유(浮遊)포대로 이용하게 된다.
6월 20일（5월 11일）의 하코다테 총공격 당시에는 반류마루가 신정부군의 조요마루의 탄약고에 포탄을 명중시켜 조요마루는 침몰. 이로 인해 하코다테 정권 군의 사기가 높아졌지만, 머지않아 반류마루도 여울에 좌초되고 만다.
하코다테 정권이 모두의 군함이 손실되어, 하코다테 전쟁에 의한 해전은 종료, 보신 전쟁의 최종무대는 육상전으로 바뀌게 된다.

## 전력
- 일본 제국 - 증기선 6척, 1척 침몰
- 에조공화국 - 증기선 3척, 1척 침몰, 2척 나포

## 참고 자료
- 元綱数道 (2004). 《幕末の蒸気船物語》 (일본어). 成山堂書店. ISBN 4-425-30251-6.
- 《没後100年榎本武揚 : 箱館戦争の光と影 : 市立函館博物館平成20年度特別展展示図録》 (일본어). 函館: 市立函館博物館. 2008년 7월.